# غلي غوران (دشتاب)
غلي غوران (بالفارسية: گلی گوران) هي قرية تقع في إيران في قسم دشتاب الريفي. يقدر عدد سكانها بـ 210 نسمة بحسب إحصاء 2016.